# Шорт (Оклахома)
Шорт (енгл. Short) насељено је место без административног статуса у америчкој савезној држави Оклахома.

## Демографија
По попису из 2010. године број становника је 293, што је 35 (-10,7%) становника мање него 2000. године.
| Група             | 2000.       | 2010.       |
| Белци             | 239 (72,9%) | 212 (72,4%) |
| Афроамериканци    | 0 (0,0%)    | 1 (0,3%)    |
| Азијати           | 0 (0,0%)    | 1 (0,3%)    |
| Хиспаноамериканци | 7 (2,1%)    | 6 (2,0%)    |
| Укупно            | 328         | 293         |